# Jean-Pierre Rampal
Jean-Pierre Rampal (Marseille, 1922. január 7. – Párizs, 2000. május 20.) francia fuvolaművész. Az első hangszeres művész volt, aki reflektorfénybe helyezte a fuvolát a nemzetközi hangversenyéletben, és az elsők között tette repertoárjának központi részévé a barokk zenét. Stílusa óriási hatással volt az utána következő fuvolaművészekre.

## Élete, munkássága
Marseille-ben született Joseph Rampal és Andrée Roggero egyetlen gyermekeként. Bár apja fuvolaművész, a Marseille-i Klasszikus Koncertzenekar első fuvolása és a Marseille-i Konzervatórium fuvolaprofesszora volt, a szülők egyáltalán nem ösztönözték a fiút zenetanulásra, inkább azt szerették volna, hogy orvos legyen. Ezért az apa nem is tanította fuvolázni, egészen tizenkét éves koráig. A fiú ekkortól kezdve azonban olyan gyorsan fejlődött, hogy 1937-ben, mindössze két év tanulás után első díjat nyert a konzervatóriumban. Nem sokkal később a Marseille-i Klasszikus Koncertzenekar második fuvolaművésze lett (az apja volt az első), tizenhat éves korában pedig sikeres szólóestet adott a marseille-i Salle Mazenodban. 1939-ben végzett a Lycee Thiers-ben, majd szülei kívánságára elkezdte orvosi tanulmányait.
A Franciaországot megszálló német hadsereg besorozta a már harmadéves medikust, ezután csatlakozott egy német katonai zenekarhoz, mert így a zenekar tagjaként felvételizhetett a Párizsi Konzervatóriumba. A meghallgatás sikeres volt, de a tényleges felvételét egy évvel elhalasztották. Amikor megtudta, hogy Németországba akarják deportálni, megszökött, és családja segítségével egy évig Marseille-ben bujkált. Ezután új okmányokkal beiratkozott a Conservatoire de Paris-ba, a megbízható Claude Delvincourt igazgatósága alatt. Öt hónappal később megszerezte diplomáját, az iskola fődíjával. Párizs néhány hónap múlva felszabadult, és Henri Tomasi karmester 1945-ben meghívta Jacques Ibert fuvolaversenyének előadására a francia rádióban. 1946-ban kiadta első lemezét, Mozart D-dúr fuvolanégyesét, még 78-as fordulatszámú lemezen. E területen a lehetőségei a mikrobarázdás hanglemezek megjelenésével teljesedhettek ki (nagyjából az 1960-as évektől). 1947-től 1951-ig a Vichy Opera zenekarában játszott. Az Ibert-koncert után elindult a karrierje, és 1950-ben turnézni indult. Kedvenc kísérője Robert Veyron-Lacroix volt, aki zongorán és csembalón is játszott. Őt betegsége miatt 1982-ben John Steele Ritter amerikai zongorista váltotta.
Művészetében már korán fontos szerepet játszott a kamarazene, ezért 1946-ban megalapította a Francia Fúvósötöst (Quintette à Vent Française), 1953-ban pedig a Párizsi Barokk Együttest (Ensemble Baroque de Paris), amelyek jó tizenöt évig egymás mellett működtek. 1956 és 1962 között a Párizsi Opera zenekarában játszott, de 1968-tól tanított is a Párizsi Konzervatóriumban, valamint számos mesterkurzust tartott, szerte a világban. Tanítványait arra ösztönözte, hogy jelenlétük, stílusuk, kifejezésük legyen. Stílusát tekintve az egyik legjellemzőbb, hogy kevés vibratót használt, kerülte a megszokott romantikus hangzást, és ezzel óriási hatással volt az utána következő fuvolaművészekre.
Rampal az 1960-as évekre a világ legnagyobb fuvolaszólistája lett. Jelentősége abban van, hogy a 20. század közepéig – az ő fellépéséig – a klasszikus zenében csak a zongorát, a hegedűt és a csellót tekintették szólóhangszernek, ő azonban kibővítette e hangszerek körét, az első virtuóz volt, aki szólóban adott elő fuvolaesteket. A párizsi rádióban adott műsorai révén nagy népszerűséget szerzett a fuvolának, és ezzel együtt természetesen magának is. Fellépett a világ szinte minden jelentős szimfonikus zenekarával és karmesterével, kamarazenei munkatársai között volt például Msztyiszlav Rosztropovics gordonkaművész, Isaac Stern hegedűművész, Lily Laskine hárfaművész és Claude Bolling jazz-zongorista. Kísérletezett különböző kultúrák fúziójával is, fellépett például Ravi Shankar szitárművésszel, és készített albumot japán népi dallamokból is, ráadásként pedig gyakran játszott Scott Joplin-darabokat. Rengeteg, mintegy háromszáz fuvolaátiratot készített, illetve készíttetett más zeneművekből. Kortárs zeneszerzők írtak számára darabokat, köztük Francis Poulenc, André Jolivet és Jean Françaix, de a kedvencei a barokk művek voltak. A fuvola népszerűsítésében odáig ment, hogy az 1970-es években szerepelt még a Muppet Show-ban is (az Ease on Down the Road című popdalt adta elő Miss Piggy-vel).
Több mint négyszáz hangfelvétele felöleli a teljes alap fuvolarepertoárt, a rengeteg átiratot és számos ismeretlen darab első felvételeit. Egy legendás aranyfuvolán játszott, amelyet 1869-ben Louis Lot készített, és 1948-ban került a tulajdonába.
1947. június 7-én nősült meg, felesége Françoise Bacqueyrisse,  Odette Le Dentu hárfaművész lánya lett. Két gyermekük született: Isabelle Dufour és Jean-Jacques. Párizsban éltek. 1989-ben adta ki életrajzi könyvét, Musique, ma vie címmel. 2000. május 20-án hunyt el szívelégtelenségben, a Montparnasse-i temetőben nyugszik.
1980-tól Párizs városa a tiszteletére rendezi meg a Jean-Pierre-Rampal Fuvolaversenyt.

## Felvételei
Az AllMusic és a Discogs nyilvántartása alapján.
| Megjelenés | Tartalom | Közreműködők | Kiadó                 |
| ---------- | --- | --- | --------------------- |
| 1953       | Johann Sebastian Bach: 1ère Suite en Do Majeur, 2ème Suite en Si Mineur                                                                     | Orchestre Hewitt, | Haydn Society         |
| 1954       | The Flute At The Courts Of Frederick The Great & Louis XV                                                                                   | Robert Veyron-Lacroix | Everest               |
| 1958       | Wolfgang Amadeus Mozart: Concerto pour Flûte & Harpe en Do Majeur KV 299, Concerto pour Clarinette en La Majeur KV 622                      | Lily Laskine, Jacques Lancelot, Ensemble Instrumental J. M. Leclair, Jean-François Paillard                                                                    | Erato                 |
| 1958       | Johann Sebastian Bach: Sonates pour Flûte et Clavecin                                                                                       | Robert Veyron-Lacroix | Ducretet Thomson      |
| 1960       | Georg Friedrich Händel: 4 Sonates pour Flûte À Bec, Georg Philipp Telemann, Pietro Antonio Locatelli: 2 Sonates pour Deux Flûtes sans Basse | Maxence Larrieu, Robert Veyron-Lacroix, Maxence Larrieu | Erato                 |
| 1964       | Giovanni Battista Pergolesi: Flute Concerti No 1 & 2, Concerti Armonici No. 5 & 6                                                           | Stuttgart Chamber Orchestra, Karl Münchinger | Decca                 |
| 1969       | Giovanni Benedetto Platti, Giuseppe Tartini, Arcangelo Corelli, Benedetto Marcello: Concertos pour Flûte                                    | I Solisti Veneti, Claudio Scimone | Erato                 |
| 1973       | César Franck, Gabriel Pierné: Sontatas for Flute and Piano                                                                                  | Pierre Barbizet | Columbia              |
| 1977       | W.A. Mozart: Die Zwei Flötenkonzerte | Wiener Symphoniker, Theodor Guschlbauer | RCA, Erato            |
| 1978       | Japanese Melodies for Flute and Harp | Lily Laskine | Sony Classical        |
| 1981       | Bach: The Brandenburg Concertos | Henryk Szeryng, Heinz Holliger, Carl Pini, Michala Petri, Elisabeth Selin, George Malcolm, André Bernard, Academy of St Martin in the Fields, Neville Marriner | Philips               |
| 1985       | Children's Songs | Maurice André | CBS Masterworks       |
| 1986       | The Flute at the Court of Frederick the Great                                                                                               | Ensemble Orchestral de Paris, Jean-Pierre Wallez | CBS Records           |
| 1989       | Music, My Love | | CBS Records, Columbia |
| 1990       | Antonio Vivaldi: 6 Double Concertos for Flute, Strings & Harpsichord                                                                        | Isaac Stern, Franz Liszt Chamber Orchestra, Rolla János | Sony Classical        |
| 1993       | Antonio Vivaldi: Jean-Pierre Rampal Plays Vivaldi’s The Four Seasons and More                                                               | Franz Liszt Chamber Orchestra, Rolla Jáőnos | Sony Classical        |
| 1997       | Luigi Boccherini: Flute Quintets, G.437-442                                                                                                 | Mathilde Sternat, Roland Pidoux, Régis Pasquier, Bruno Pasquier                                                                                                | Sony Classical        |
| 1999       | Flûte Traversière, Flûte De Pan | Simion Stanciu Syrinx, Ensemble Orchestral De Normandie, Jean-Pierre Berlingen                                                                                 | Cascavelle            |
| 2001       | Japanese Melodies | Yo-Yo Ma, Isaac Stern | Sony Classical        |